# Savoia-Marchetti SM.81 Pipistrello
Savoia-Marchetti SM.81 Pipistrello (»Netopir«) je bil trimotorni propelerski bombnik/transportno letalo, ki so ga razvili v Italiji v 1930ih. Bil je precej bolj sposoben od predhodnih letal, imel je velik dolet in močno oborožitev, vendar je bil do začetka 2. svetovne vojne že precej zastarel in počasen. 
Imel je več opcij motorjev: 
- Alfa Romeo 125 RC.35, 432-507 kW (580-680 KM) - 192 zgrajenih
- Gnome-Rhône 14K, 485-746 kW (650-1000 KM) - 96 zgrajenih
- Piaggio P.X R.C.15, 501-522 kW (670-700 KM) - 48 zgrajenih
- Piaggio P.IX R.C.40, 507 kW (680 KM) - 140 zgrajenih
- Alfa Romeo 126 RC.34, 582-671 kW (780-900 KM) - 58 zgrajenih

Bojno se je uporabljal v španski državljanski vojni in kasneje na italijasnkih frontah 2. svetovne vojne. Upokojili so ga okrog leta 1950. 

## Specifikacije(Savoia-Marchetti SM.81)
Splošne karakteristike
- Posadka: 6
- Dolžina: 18,3 m (58 ft 5 in)
- Razpon kril: 24 m (78 ft 9 in)
- Višina: 4,3 m (14 ft 7 in)
- Površina kril: 92,2 m² (1001 ft²)
- Teža praznega letala: 6800 kg (AR.125 motorji) (13900 lb)
- Naložena teža: 9300 kg (19000 lb)
- Maks. vzletna teža: 10505 kg (20500 lb)
- Pogon letala: 3 ×  radial motorji Piaggio P.X R.C.15 (ali Alfa Romeo 125 R.C.35, Alfa Romeo 126 R.C.34 ali Gnome-Rhône 14K), 522 kW (670 KM)  vsak

 Zmogljivost 
- Maks. hitrost: 320-347 km/h (211 mph)
- Doseg: 2000 km (največ), 430 km z 2000 kg bomb (1240 milj)
- Višina leta: 7000 m (23000 ft)
- Obremenitev kril: 101 kg/m² ()
- Razmerje moč/teža: 4,9 KM/kg ()

### Sposobnosti z motorji Alfa Romeo 125
- Največja hitrost: 340 km/h (na višini 4000 m)
- Potovalna hitrost: 260 km/h
- Minimalna hitrost: 110 km/h

### Čas vzpona do višine
- 1000 m, v 4 min 15 s
- 3000 m, v 11 min 48 s
- 5000 m, v 20 min 36 s

Oborožitev

- 6 × 7.7 mm (.303 in) Breda-SAFAT strojnice
- Do 2000 kg bomb